# Звезда Египта
Звезда Египта — крупный алмаз первоначально весил 250 карата .
Был обнаружен в Бразилии в середине XIX века . Он представлял собой алмаз овальной формы. Примерно в 80 годах XIX века камень купил хедив Египта. После огранки его вес уменьшился до 106,75 карата. Форма огранки бриллианта — изумрудная. Цвет алмаза белый. Камень стал известен в Европе после появления на лондонском рынке в 1939 году. Следует знать, что на территории как современного, так и древнего Египта, месторождений алмазов не существует.